# Pancorius magniformis
Pancorius magniformis är en spindelart som beskrevs av Zabka 1990. Pancorius magniformis ingår i släktet Pancorius och familjen hoppspindlar. Inga underarter finns listade i Catalogue of Life.